# Ounasvaara (trampolino)
L'Ounasvaara è un trampolino situato sull'omonimo colle presso Rovaniemi, in Finlandia.

## Storia
Inaugurato nel 1927 e più volte ricostruito, l'impianto ha ospitato la gara a squadre di combinata nordica dei Campionati mondiali di sci nordico 1984, oltre a una tappa della Coppa del Mondo di combinata nordica 1996 e numerose gare della Coppa continentale di salto con gli sci.

## Caratteristiche
Il trampolino ha un punto K 90, per cui è un trampolino normale (HS 100); il primato di distanza, 103,5 m, è stato stabilito dal giapponese Taku Takeuchi nel 2005. Il primato femminile, 98,5 m, è stato stabilito dalla tedesca Ulrike Gräßler nel 2009.